# Milutin Kukanjac
Milutin Kukanjac (alphabet cyrillique serbe : Милутин Кукањац ; né en 1935 à Ljubiš en Yougoslavie et mort le 16 janvier 2002 à Belgrade en Yougoslavie) était un officier de l'armée yougoslave. Il était colonel général de l'armée populaire yougoslave (JNA) au début de la guerre de Bosnie-Herzégovine.

## Carrière
Milutin Kukanjac a été commandant lors du siège de Sarajevo de mars à juillet 1992, date à laquelle Kukanjac et l'armée populaire yougoslave quittèrent Sarajevo.
Kukanjac a commandé des unités de l'armée populaire yougoslave dans la rue Dobrovoljačka à Sarajevo le 3 mai 1992 alors que des membres de l'armée de la République de Bosnie-Herzégovine (ARBiH) ont attaqué le convoi de soldats en retrait (en), faisant six morts.
Il est apparu dans la série documentaire de la BBC La Mort de la Yougoslavie (en).